# Dimethylbenzylamin
Dimethylbenzylamin je organická sloučenina se vzorcem C6H5CH2N(CH3)2. V jejích molekulách se nachází benzylové skupiny, C6H5CH2, navázané na dimethylaminové. Používá se jako katalyzátor při výrobě polyuretanových pěn a epoxidových pryskyřic.

## Výroba
Dimethylbenzylamin lze vyrobit z benzylaminu Eschweilerovou–Clarkeovou reakcí.

## Reakce
Dimethylbenzylamin se účastní řízených orthometalačních reakcí s butyllithiem:
C6H5CH2N(CH3)2 + BuLi → LiC6H4CH2N(CH3)2
LiC6H4CH2N(CH3)2 + E+ → EC6H4CH2N(CH3)2
Těmito postupy lze získat řadu derivátů s obecným vzorcem X-C6H4CH2N(CH3)2 (E může být například SR nebo PR2).
Aminová skupina je zásaditá a reaguje s halogenalkany (například 1-bromhexanem) v Menšutkinově reakci za vzniku kvartérních amoniových solí:
C6H5CH2N(CH3)2 + RX → [C6H5CH2N(CH3)2R]+X−
Vzniklé soli se používají jako katalyzátory fázového přenosu.